# Quý Sơn
Quý Sơn là một xã thuộc thị xã Chũ, tỉnh Bắc Giang, Việt Nam.

## Địa lý
Xã Quý Sơn có diện tích 40,74 km², dân số năm 2203 là 20.114 người, mật độ dân số đạt 493 người/km².

## Lịch sử
Ngày 27 tháng 10 năm 1962, Quốc hội ban hành Nghị quyết về việc thành lập tỉnh Hà Bắc trên cơ sở tỉnh Bắc Giang và tỉnh Bắc Ninh. Khi đó, xã Quý Sơn thuộc huyện Lục Ngạn, tỉnh Hà Bắc.
Ngày 6 tháng 11 năm 1996, Quốc hội ban hành Nghị quyết về việc chia tỉnh Hà Bắc thành tỉnh Bắc Giang và tỉnh Bắc Ninh. Khi đó, xã Quý Sơn thuộc huyện Lục Ngạn, tỉnh Bắc Giang.
Ngày 28 tháng 9 năm 2024, Ủy ban Thường vụ Quốc hội ban hành Nghị quyết số 1191/NQ-UBTVQH15 về việc sắp xếp đơn vị hành chính cấp huyện, xã giai đoạn 2023 – 2025 của tỉnh Bắc Giang (nghị quyết có hiệu lực từ ngày 1 tháng 1 năm 2025). Theo đó, chuyển xã Quý Sơn thuộc huyện Lục Ngạn về thị xã Chũ mới thành lập quản lý.